# 은밀한 유혹: 내가 잠든 동안에
《은밀한 유혹: 내가 잠든 동안에》(영어: Bang Bang Baby)는 캐나다에서 제작된 제프리 세인트줄스 감독의 2014년 뮤지컬 SF 영화이다. 제인 리비, 저스틴 채트윈, 페테르 스토르마레 등이 출연하였다. 2014년 제39회 토론토 국제 영화제에서 전 세계 최초로 상영되었다.

## 출연
- 제인 리비
- 저스틴 채트윈
- 페테르 스토르마레
- 크리스천 브룬
- 데이비드 리앨
- 클로이 로즈
- 보이드 뱅크스
- 숀 컬런
- 스티븐 조피